# Surtur (Mond)
Surtur (auch Saturn XLVIII) ist einer der kleineren äußeren Monde des Planeten Saturn.

## Entdeckung
Die Entdeckung von Surtur durch Scott S. Sheppard, David C. Jewitt, Jan Kleyna und Brian G. Marsden auf Aufnahmen vom 5. Januar bis zum 29. April 2006 wurde am 26. Juni 2006 bekannt gegeben. Surtur erhielt zunächst die vorläufige Bezeichnung S/2006 S 7. Im April 2007 wurde der Mond dann nach dem Anführer der Feuerriesen, Surtur, aus der nordischen Mythologie benannt.

## Bahndaten
Surtur umkreist Saturn auf einer retrograden exzentrischen Bahn in rund 1242 Tagen und 9 Stunden. Die Bahnexzentrizität beträgt 0,451, wobei die Bahn mit 177,5° gegen die Ekliptik geneigt ist, die in dieser Entfernung vom Saturn die Laplace-Ebene darstellt.

## Aufbau und physikalische Daten
Surtur besitzt einen Durchmesser von etwa 6 km.